# Томпсон, Джейлен
Джейлен Томпсон (англ. Jalen Thompson, 18 июля 1998, Парамаунт, Калифорния) — профессиональный американский футболист, выступающий на позиции сэйфти в клубе НФЛ «Аризона Кардиналс».

## Биография
Джейлен родился 18 июля 1998 года в городе Парамаунт в Калифорнии. Младший из трёх сыновей в семье Демонда и Делинды Томпсон. Учился в старшей школе Ла-Серна, затем два года в старшей школе Дауни. Трижды включался в символические сборные по итогам сезона. После окончания школы Томпсон входил в сотню самых перспективных игроков Калифорнии по версии ESPN. Во время учёбы он также занимался лёгкой атлетикой.

### Любительская карьера
В январе 2016 года Томпсон поступил в университет штата Вашингтон. В своём первом сезоне он стал игроком стартового состава команды, сыграв во всех тринадцати матчах на позиции стронг сэйфти. По итогам чемпионата Джейлен стал лидером «Кугарс» по количеству сбитых передач и был включён в сборную новичков NCAA по версии канала ESPN. В сезоне 2017 он провёл тринадцать игр, сделав 73 захвата и четыре перехвата. По его итогам Томпсон был включён в символическую сборную конференции Pac-12 по версии Associated Press. 
В 2018 году Джейлен перешёл на позицию фри сэйфти, также проведя тринадцать матчей. Он входил в число претендентов на Беднарик Эворд, награду лучшему игроку защиты студенческого футбола. Томпсон планировал остаться в колледже на четвёртый сезон, но в июне был лишён этого права за нарушение правил NCAA. По информации газеты The Spokesman-Review оно было связано с покупкой пищевых добавок, хотя они не относились к категории стероидов. В июне 2019 года он выставил свою кандидатуру на дополнительный драфт НФЛ.

#### Статистика выступлений в NCAA
| Сезон | Команда                | Игры | Захваты | Захваты | Захваты | Захваты | Захваты | Перехваты | Перехваты | Перехваты | Перехваты | Перехваты | Фамблы | Фамблы | Фамблы | Фамблы |
| Сезон | Команда                | Игры | Solo    | Ast     | Tot     | Loss    | Sk      | Int       | Yds       | Y/R       | TD        | PD        | FR     | Yds    | TD     | FF     |
| ----- | ---------------------- | ---- | ------- | ------- | ------- | ------- | ------- | --------- | --------- | --------- | --------- | --------- | ------ | ------ | ------ | ------ |
| 2016  | Вашингтон Стейт Кугарс | 13   | 35      | 16      | 51      | 3,0     | 0,0     | 0         | 0         | 0,0       | 0         | 7         | 1      | 0      | 0      | 1      |
| 2017  | Вашингтон Стейт Кугарс | 13   | 46      | 27      | 73      | 5,5     | 0,0     | 4         | 0         | 0,0       | 0         | 2         | 3      | 0      | 0      | 0      |
| 2018  | Вашингтон Стейт Кугарс | 13   | 40      | 26      | 66      | 3,0     | 0,0     | 2         | 0         | 0,0       | 0         | 8         | 1      | 0      | 0      | 1      |
| Всего | Всего                  | 39   | 121     | 69      | 190     | 11,5    | 0,0     | 6         | 0         | 0,0       | 0         | 17        | 5      | 0      | 0      | 2      |

### Профессиональная карьера
Во время дополнительного драфта 2019 года Томпсона выбрала «Аризона», отдавшая за него выбор пятого раунда. Он не принимал участие в предсезонных сборах команды, но, после отчисления ветерана Ди Джея Сверинджера, выиграл борьбу за место в составе у задрафтованного ранее Дейонте Томпсона. Джейлен принял участие в пятнадцати матчах команды, девять из них он начинал в стартовом составе. Кроме позиции сэйфти тренеры команды также задействовали его как даймбэка — шестого игрока секондари при противодействии пасовым розыгрышам соперника.  

#### Статистика выступлений в НФЛ

##### Регулярный чемпионат
| Сезон | Команда           | Игры | Захваты | Захваты | Захваты | Захваты | Захваты | Перехваты | Перехваты | Перехваты | Перехваты | Перехваты | Фамблы | Фамблы | Фамблы | Фамблы |
| Сезон | Команда           | Игры | Solo    | Ast     | Tot     | Loss    | Sk      | Int       | Yds       | Y/R       | TD        | PD        | FR     | Yds    | TD     | FF     |
| ----- | ----------------- | ---- | ------- | ------- | ------- | ------- | ------- | --------- | --------- | --------- | --------- | --------- | ------ | ------ | ------ | ------ |
| 2019  | Аризона Кардиналс | 15   | 45      | 12      | 57      | 0       | 0,0     | 1         | 18        | 18,0      | 0         | 3         | 1      | 24     | 0      | 0      |
| Всего | Всего             | 15   | 45      | 12      | 57      | 0       | 0,0     | 1         | 18        | 18,0      | 0         | 3         | 1      | 24     | 0      | 0      |